# Zamarada canina
Zamarada canina là một loài bướm đêm trong họ Geometridae.